# Мертініє
Мертініє (рум. Mărtinie) — село у повіті Алба в Румунії. Входить до складу комуни Шугаг.
Село розташоване на відстані 248 км на північний захід від Бухареста, 31 км на південь від Алба-Юлії, 109 км на південь від Клуж-Напоки.

## Населення
За даними перепису населення 2002 року у селі проживали 548 осіб, усі — румуни. Усі жителі села рідною мовою назвали румунську.